# بو لیندمن
بو لیندمن (انگلیسی: Bo Lindman; ۸ فوریهٔ ۱۸۹۹ – ۳۰ ژوئیهٔ ۱۹۹۲) ورزشکار پنج‌گانه مدرن اهل سوئد بود.
وی در مسابقات کشوری و بین‌المللی در مجموع برندهٔ ۱ مدال طلا، ۲ مدال نقره شده‌است.